# Helsingborgs Stads Spårvägar
Hälsingborgs stads spårvägar (HSS), oprindelig Helsingborgs stads spårvägar, var et svensk selskab, der drev sporveje i Helsingborg fra 11. juni 1903 til 2. september 1967.

## Historie
Sporvejene indviedes 10. juni 1903 i forbindelse med Helsingborgsutställningen 1903. Derved blev byen den tredje svenske by med elektriske sporvogne.
Inden da fandtes der en jernbane, Helsingborg-Råå-Ramlösa Järnväg, også kaldet "Decauvillen", på strækningen Helsingborg - Råå/Ramlösa fra 1891. Den erstattede en kortere hestesporvej Ramlösa Bad - Ramlösa Brunn, der eksisterede fra 1877 til 1890.
Fra begyndelsen kørte de elektriske sporvogne på linje 1 fra omtrent hvor S:t Jörgens plats nu ligger ligger ad Drottningsgatan og Järnvägsgatan for siden at svinge mod øst ad Trädgårdsgatan og mod syd ad Södergatan til krydsningen med jernbanen til Ramlösa, omtrent hvor brandstationen ligger nu. Linje 2 gik fra krydset mellem Drottninggatan og Tågagatan for siden at følges med linje 1 frem til det såkaldte "Knutpunkten", hvor Trädgårdsgatan, Bergaliden, Södra Storgatan og Södergatan mødes. Herfra fortsatte linje 2 mod øst via Bergaliden til S:t Pedersgatan.
I 1921 udbyggede man med en linje fra S:t Jörgens plats mod øst ad Hälsovägen og derefter mod nord ved Kopparmölleplatsen ad Pålsjögatan til Pålsjö kyrkogård. Året efter forlængedes linje 2 mod nord ad Drottninggatan til Pålsjö bäck. I 1924 overtog sporvejene driften af Decauvillen, og samme år udbyggede hovedlinjerne til dobbeltspor, samtidig med at man byggede linje 6 til Wilson Park. Herefter fandtes der seks linjer. Da linjenettet var størst, var der linjer til Pålsjöbaden, Senderöd, Stattena, Wilson Park, Ramlösa og Råå.
Helsingborgs sporvogne var blå ligesom i de fleste andre svenske sporvejsbyer.
I 1951-1955 nedlagdes flere strækninger i yderområder, og resten forsvandt ved omlægningen til højretrafik 3. september 1967. De fleste vogne skrottedes derefter, men forholdsvis mange er blevet bevaret på Museispårvägen Malmköping af Svenska Spårvägssällskapet. Da sporvejsdriften ophørte i Helsingborg ændrede selskabet i øvrigt navn til Hälsingborgs Trafikverk (fra 1971 Helsingborgs Trafikverk).

## Planer om ny sporvej
I nutiden er der planer om en ny sporvej i Helsingboirg. I et forstudie fra 2013 foreslås der sporvej til Höganäs, Väla centrum, Ramlösa og Ättekulla med mulig trafikstart i 2022.